# 達榜
達榜位在伊洛瓦底省西南方，為勃生縣達榜鎮區的城市。2014年人口37,237人。該城市為達榜鎮區之行政中心。